# Maison du Seigle
La maison du Seigle est située en France dans la commune de Ménessaire, dans le département de la Côte-d'Or en Bourgogne-Franche-Comté.
Créée en 1989, elle est la première maison à thème du réseau de l'Écomusée du Morvan.

## Le seigle: culture morvandelle principale auXIXesiècle
La maison du Seigle présente l'histoire de la culture du seigle dans le pays morvandiau et les diverses utilisations de cette céréale : culture, confection d'objets comme des ruches ou des assises de chaises, couverture de toitures de chaumière, …
Le seigle fut en effet la principale culture morvandelle jusque dans les années 1950. Au XIXe siècle, on dénombrait entre 12 000 ha et 15 000 ha de cette culture dans le Morvan, notamment dans le centre et le sud du massif.